# Пределы Аттерберга
Пределы Аттерберга — мера оценки содержания воды в пластичном грунте: его предел усадки (shrinkage limit, SL), предел пластичности PL и предел текучести LL. Пределы Аттерберга используют для различения ила и глины, а также для различения различных типов ила и глины в Унифицированной системе классификации грунтов USCS. Содержание воды, при котором почвы переходят из одного состояния в другое, известно как пределы консистенции или предел Аттерберга.
Пределы были установлены Альбертом Аттербергом, шведским химиком и агрономом в 1911 году. Позднее они были усовершенствованы Артуром Касагранде, американским инженером-геотехником австрийского происхождения и близким сотрудником Карла Терцаги (оба пионеры механики грунтов).
Грунты при намокании удерживают воду, а некоторые увеличиваются в объёме (смектитовая глина). Величина расширения связана со способностью почвы впитывать воду и её структурным составом (тип присутствующих минералов: глина, ил или песок). Эти тесты в основном используются на глинистых или илистых почвах, поскольку именно эти почвы расширяются и сжимаются при изменении содержания влаги. Глины и илы взаимодействуют с водой и, таким образом, изменяют размеры и имеют различную прочность на сдвиг. Таким образом, эти тесты широко используются на предварительных этапах проектирования любой конструкции, чтобы убедиться, что грунт будет иметь правильную величину прочности на сдвиг и не будет слишком большого изменения объёма при расширении и сжатии при различном содержании влаги.

## Лабораторные тесты

### Предел усадки
Предел усадки (SL) — это содержание воды, при котором дальнейшая потеря влаги не приведет к большему уменьшению объёма. Испытанием для определения предела усадки является ASTM International D4943. Предел усадки используется гораздо реже, чем предел текучести и пластичности.

### Предел пластичности (PL)
Предел пластичности (PL) определяют раскатыванием нити тонкой части грунта на плоской непористой поверхности. Процедура определена в стандарте ASTM D. 4318. Если почва имеет влажность, при которой её поведение пластично, эта нить будет сохранять свою форму вплоть до очень узкого диаметра. Затем образец может быть переформован и испытание повторено. По мере падения влажности из-за испарения нить начнет рваться при большем диаметре.
Предел пластичности определяется как гравиметрическое содержание влаги, при котором нить разрывается при диаметре 3,2 мм. мм (около 1/8 дюйма). Грунт считается непластичным, если нить нельзя раскатать до 3,2. мм при любой возможной влажности.

### Предел текучести (LL)

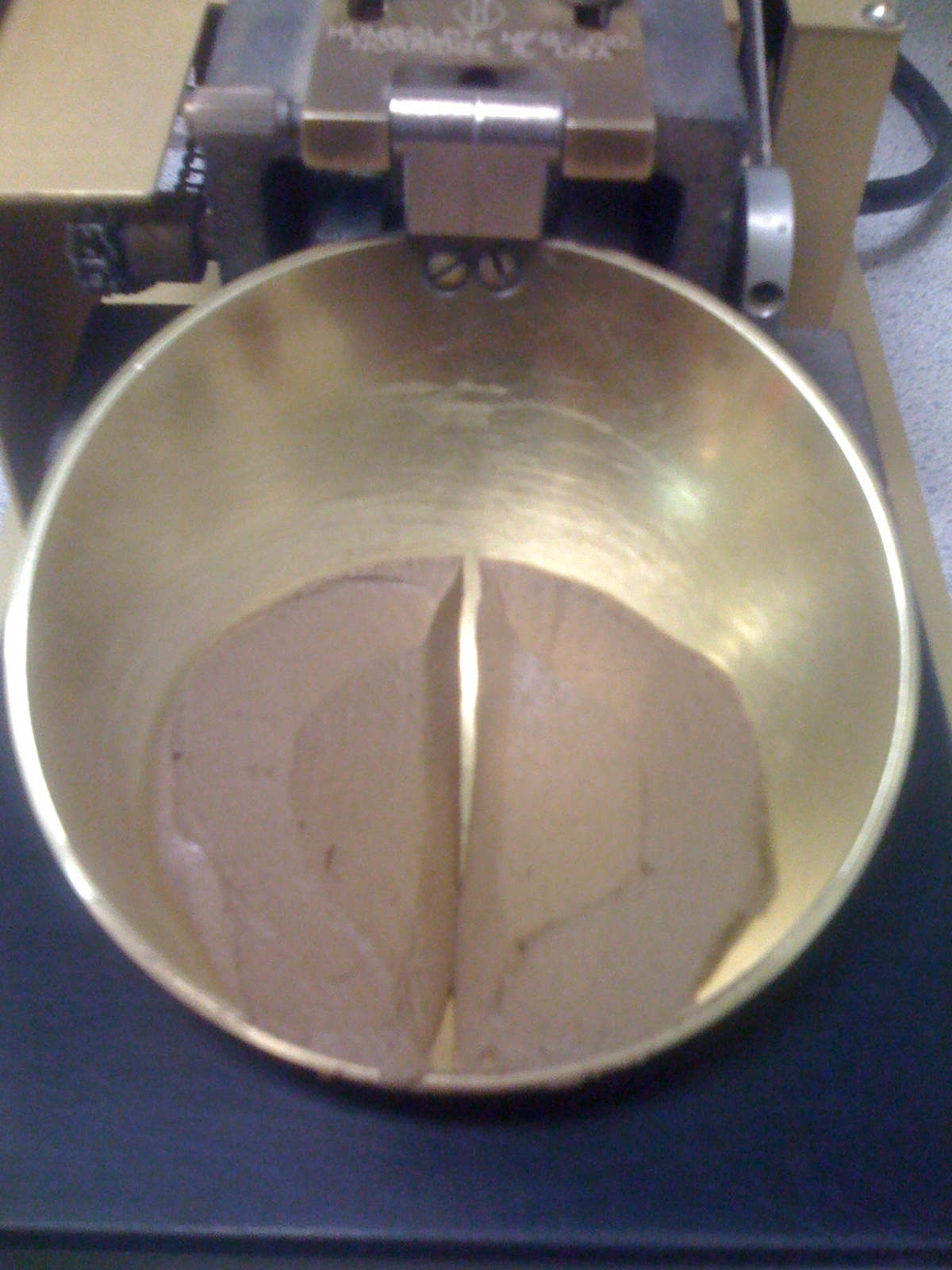
Метод Касагранде

Предел текучести (LL) — содержание воды, при котором поведение глинистого грунта изменяется от пластичного состояния до жидкого состояния. Однако переход от пластичного к жидкому поведению происходит постепенно в зависимости от содержания воды, и прочность грунта на сдвиг на самом деле не равна нулю при пределе жидкости. Точное определение предела текучести основано на стандартных процедурах испытаний, описанных ниже.

#### Метод Касагранде
Оригинальный тест Аттерберга на определение предела текучести подразумевал смешивание куска глины в круглодонной фарфоровой миске на 10-12 мл. см диаметр. Лопаткой прорезали канавку в куске глины, а затем чашу много раз ударяли по ладони одной руки. Впоследствии Касагранде стандартизировал аппарат (путем включения кривошипно-кулачкового механизма для стандартизации опускания) и процедуры, чтобы сделать измерения более воспроизводимыми.
Почва помещается в металлическую чашу (расстояние от низа чаши до основы 1 см.), в её центре делается канавка с помощью стандартного инструмента шириной 2 миллиметра (0,079 ″). Чашка неоднократно падает 10 мм на твердую резиновую основу со скоростью 120 ударов в минуту (поворот ручки 2 поворота в секунду), при этом канавка постепенно смыкается в результате удара. Регистрируется количество ударов, необходимых для закрытия канавки. Влажность, при которой требуется 25 падений, для того чтобы канавка закрылась на расстоянии 12,7 миллиметра (0,50 ″) и есть предел текучести. Метод испытания также позволяет проводить испытание при одном содержании влаги, когда для закрытия канавки требуется от 20 до 30 ударов; затем применяется поправочный коэффициент для получения предела жидкости по содержанию влаги.

#### Испытание падающим конусом
Другим методом измерения предела текучести является пенетрометр с конусом. Он основан на измерении проникновения в почву стандартного конуса из нержавеющей стали с определённым углом при вершине, длиной и массой. Хотя тест Касагранде широко используется в Северной Америке, тест падающего конуса гораздо более распространен в Европе и других странах из-за меньшей зависимости от оператора при определении предела жидкости.
Преимущества перед методом Касагранде
- Легче выполнить в лаборатории.
- Результаты конусного пенетрометра не зависят от навыков или суждений оператора. Таким образом, полученные результаты более надежны.
- Результаты могут быть использованы для оценки прочности недренированных грунтов на сдвиг.[8]

#### Разница между методом Касагранде и Испытанием падающим конусом
Два теста измеряющих одни и те же показатели дают разные результаты. Установлено, что:
1. для грунтов имеющих низкий предел текучести LL (каолинит, илит) предел текучести измеренный пенетрометром будет больше предела текучести измереннеого методом Касагранде.
2. для грунтов имеющих высокий предел текучести (смектиты) предел текучести, измеренный пенетрометром будет меньше предела текучести, измеренного методом Касагранде

## Производные пределы
Значения этих пределов используются по-разному. Существует также тесная связь между пределами и такими свойствами грунта, как сжимаемость, водопроницаемость и прочность . Это считается очень полезным, потому что, поскольку определение предела относительно просто, определить эти другие свойства сложнее. Таким образом, пределы Аттерберга используются не только для определения классификации почвы, но и позволяют использовать эмпирические корреляции для некоторых других инженерных свойств.

### Индекс пластичности
Индекс пластичности (PI или Ip) является мерой пластичности почвы. Индекс пластичности — это размер диапазона содержания воды, при котором почва проявляет пластические свойства. PI представляет собой разницу между пределом текучести и пределом пластичности (PI = LL-PL). Почвы с высоким PI, как правило, глинистые, почвы с более низким PI — илы, а почвы с PI равным 0 (непластичные), как правило, содержат мало или совсем не содержат ил или глину.
Описание почв на основе PI:
| Наименование пылевато-глинистого грунта | PI               | PI | PI |
| Слегка пластичный, супесь               | 0,01 ≤ IP ≤ 0,07 |    |    |
| Средне пластичный, суглинок             | 0,07 < IP ≤ 0,17 |    |    |
| Очень пластичный, глина                 | IP > 0,17        |    |    |

### Индекс текучести
Индекс текучести (LI) используется для масштабирования естественного содержания воды в образце почвы до пределов. Его можно рассчитать как отношение разницы между естественным содержанием воды, пределом пластичности и пределом жидкости: LI=(w-PL)/(LL-PL), где w — естественное содержание воды.

### Индекс консистенции
Индекс консистенции (Ic) указывает на консистенцию (твердость) почвы. Он рассчитывается как CI = (LL-W)/(LL-PL), где W — существующее содержание воды. Почва на пределе текучести будет иметь индекс консистенции 0, в то время как почва на пределе пластичности будет иметь индекс консистенции 1, и если W > LL, Ic будет отрицательным. Это означает, что почва находится в жидком состоянии. При этом сумма индекса ликвидности и индекса устойчивости равна 1 (единице)

### Индекс расхода (Flow index)
Кривая, полученная из графика влагосодержания относительно журнала ударов при определении предела текучести, лежит почти на прямой линии и называется кривой течения.
Уравнение для кривой потока: W = — I f Log N + C
Где 'I f — наклон кривой расхода, который называется «индексом расхода» .

### Индекс прочности (Toughness index)
Прочность глины на сдвиг на пределе пластичности является мерой её ударной вязкости. Это отношение показателя пластичности к показателю текучести. Это дает нам представление о прочности на сдвиг грунта.

### Активность грунта
Активность грунта — это отношение показателя пластичности к крупности глины. Если активность меньше 0,75, почва неактивна. Если активность превышает 1,4, то почва называется активной. Если активность находится в пределах вышеуказанных значений, то почва умеренно активна.
|   | Описание                          | Песок | Ил | Глина | LL            | PI            |
| 1 | Суглинистый песок хорошей фракции | 88    | 10 | 2     | 16            | не пластичная |
| 2 | Хорошо отсортированная супесь     | 72    | 15 | 13    | 16            | не пластичная |
| 3 | Супесь средней степени тяжести    | 73    | 9  | 18    | 22            | 4             |
| 4 | Тощая песчаная пылеватая глина    | 32    | 33 | 35    | 28            | 9             |
| 5 | Тощая илистая глина               | 5     | 64 | 31    | 36            | 15            |
| 6 | лёссовый ил                       | 5     | 85 | 10    | 26            | 2             |
| 7 | Тяжелая глина                     | 6     | 22 | 72    | 67            | 40            |
| 8 | Песок плохого качества            | 94    | 6  | 6     | не пластичная | не пластичная |